# Юліан Крістя
Юліан Крістя (рум. Iulian Cristea, нар. 17 липня 1994, Медіаш) — румунський футболіст, захисник клубу «Університатя» (Клуж-Напока). Виступав, зокрема, за клуби «Газ Метан» та ФКСБ, а також за національну збірну Румунії. Володар Кубка Румунії.

## Клубна кар'єра
Юліан Крістя народився 1994 року в місті Медіаш, та є вихованцем футбольної школи місцевого клубу «Газ Метан». Дорослу футбольну кар'єру розпочав 2014 року в основній команді того ж клубу, проте за короткий час був відправлений в оренду до клубу «Металурджистуль Куджир», після повернення з оренди став одним із гравців основи клубу «Газ Метан», і до 2019 році зіграв у складі команди 81 матч чемпіонату.
У 2019 році Юліан Крістя став гравцем клубу ФКСБ, у складі якого грав до 2023 року, та став у складі бухарестського клубу володарем Кубка Румунії. Протягом 2023—2024 років Крістя грав у складі клубу «Рапід» (Бухарест).
З 2024 футболіст грає у складі клубу «Університатя» (Клуж-Напока) приєднався 2024 року. Станом на жовтень 2024 року відіграв за команду з міста Клуж-Напока 13 матчів у національному чемпіонаті.

## Виступи за збірні
Протягом 2014—2016 Юліан Крістя років залучався до складу молодіжної збірної Румунії. На молодіжному рівні зіграв у 6 офіційних матчах.
У 2019 році Крістя дебютував у складі національної збірної Румунії. До 2022 року зіграв 4 матчі у складі національної збірної, у яких забитими м'ячами не відзначився.

## Титули і досягнення
- Володар Кубка Румунії (1):

ФКСБ: 2019–2020